# Продан Стоянов
Продан Тошев Стоянов е български политик от БКП, доцент д-р на педагогическите науки.

## Биография
Роден е на 1 ноември 1936 г. в Ботевград. От 1950 г. е член на ДСНМ, а от 1960 г. и на БКП. През 1954 г. завършва гимназия в родния си град, а през 1959 г. педагогика в Софийския университет. В университета е член на ДКМС. В отделни периоди е инструктор в ЦК на ДКМС, първи секретар на Ленинския районен комитет на ДКМС и секретар на Софийския градски комитет на ДКМС. През 1965 г. е назначен за завеждащ отдел „Пионер“ при ЦК на ДКМС, а след това е заместник-председател на Централния съвет на ДПО „Септемврийче“. Бил е част от състава на ЦК на ДКМС. От 1972 г. е инструктор при ЦК на БКП, а след това завежда отдел „Наука и образование“ при ЦК на БКП до 1977 г. От 1977 г. е първи заместник-министър на народната просвета. От 1979 г. завежда отдел „Деловодство“ при ЦК на БКП. Член е на ЦК на БКП от 1977 до 1989 г. Секретар на ЦК на БКП от 16 ноември 1989 г..